# Administrativna podjela Bosne i Hercegovine
Bosna i Hercegovina se sastoji od dva entiteta – Federacije Bosne i Hercegovine i Republike Srpske, te distrikta Brčko. Federacija BiH se sastoji od deset kantona: Unsko-sanski, Posavski, Tuzlanski, Zeničko-dobojski, Bosansko-podrinjski, Srednjobosanski, Hercegovačko-neretvanski i Hercegbosanski. Kantoni također uživaju visoke ovlasti poput entiteta.  

## Povijest
Za vrijeme SFRJ BiH je bila podijeljena samo na općine.
Ovakva podjela rezultat je četverogodišnjeg rata.
Daytonskim mirovnim sporazumom koji je potpisan 14. prosinca 1995. između BiH, bivše SR Jugoslavije i Hrvatske okončan je rat i proglašena ovakva podjela.
Daytonski ustav, koji je još uvijek na snazi, legalizirao je dotadašnju paradržavu Republiku Srpsku, u obliku entiteta, te naglasio da je ona neodvojivi dio Bosne i Hercegovine. Brčko distrikt proglašen je dijelom oba entiteta, a odlukom supervizora 2000. postao je neovisan od entiteta.
Federacija je nastala i prije, Washingtonskim sporazumom potpisanim 14. ožujka 1994., čime je okončan bošnjačko-hrvatski sukob i dogovorena podjela na 10 kantona (županija).

## Entiteti Bosne i Hercegovine
Entiteti Bosne i Hercegovine – Federacija BiH i Republika Srpska – nastali nakon potpisivanja Dejtonskog mirovnog sporazuma nakon okončanja rata u BiH u prosincu 1995. Stranke Dejtonskog sporazuma bili su RBiH, Hrvatska i SR Jugoslavija. Dejtonskim sporazumom priznato je postojanje Federacije BiH nastale u ožujku 1994., te Republike Srpske. Potpisivanjem Dejtonskog sporzuma, ove dvije tvorevine su prenijele dio svojih nadležnosti na zajedničke institucije Bosne i Hercegovine zadržavajući visok stupanj autonomije. Dejtonskim sporazumom stvorene su slabe centralne vlasti, te snažni entiteti.
Uz zajedničko državljanstvo BiH, postoji i državljanstvo entiteta. Entiteti mogu uspostaviti posebne paralelne odnose sa susjednim državama u skladu sa suverenitetom i teritorijalnim integritetom BiH. Također, entiteti mogu sklapati sporazume s drugim državama i međunarodnim organizacijama uz suglasnost Parlamentarne skupštine BiH. Dejtonski Ustav BiH rađen je u korist entiteta, pa stoga svaka nadležnost koja nije izričito predana državi pripada entitetima.

### Ovlasti entiteta
Entiteti imaju visok stupanj autonomije: posjeduju predsjednika, parlament / skupštinu, vladu i sudstvo. Od 1996. nastoji se što više entitetskih ovlasti prenijeti na državnu razinu. Na entitetima je civilna uprava, zdravstvo, obrazovanje, policija, prostorno uređenje i još mnogo toga. Na državi su pak vanjski poslovi, obrana, nadziranje granica, izbori, vanjska trgovina, fiskalna i monetarna politika.
U početku je Federacija bila osmišljena kao isključivo bošnjački i hrvatski entitet, a Republika Srpska kao isključivo srpski. Međutim, jamči se ravnopravnost svih triju konstitutivnih naroda bez obzira na entitete. Zato se brinu Dom naroda FBiH i Vijeće naroda RS. Oni mogu zabraniti provedbu zakona ako je štetan po ravnopravnost.
Međutim, mnogo toga ukazuje na neravnopravnost. Srpski se član Predsjedništva bira isključivo iz Republike Srpske, a bošnjački i hrvatski isključivo iz Federacije. Mnogo institucija iz Republike Srpske nosi prefiks srpski (npr. srpske šume), a i sam naziv Republika Srpska asocira da je to srpski teritorij.

### Etimologija
Entitet označava nešto što postoji, značenje čega, ono što je posebno u stvarnosti ili u svijesti, bit bića kao takvog. U političkom smislu, entitet je pojedinačnost koja se ispunjava sadržajem i ulazi u sastav cjeline političke zajednice. Predstavlja neutralnu riječ za neki element. Nadalje, često se definirajući državu, navodi da je država također jedan entitet. Primjerice, Max Weber opisao je državu kao "entitet koji ima monopol na upotrebu fizičke sile radi ostvarivanja svojih zahtjeva".

## Županije Federacije Bosne i Hercegovine
još 2001. godine Ustavni sud BiH je potvrdio presudu Ustavnog suda FBiH i odlučio da je ustavni naziv za administrativnu jedinicu kanton i da njime upravlja predsjednik. Istom odlukom su nazivi županija i guverner, koje preferiraju kantoni s hrvatskom većinom, proglašeni neustavnim
Federacija Bosne i Hercegovine je podijeljena na 10 federalnih jedinica, kantona:
Svaki od entiteta ima vlastitu zakonodavnu, izvršnu i sudbenu vlast. U Federaciji Bosne i Hercegovine, znatan dio nadležnosti entiteta prenesen je na županijsku vlast. Svaka županija, kao upravna podjedinica, ima vlastitu zakonodavnu, izvršnu i sudbenu vlast.

## Općine i gradovi Bosne i Hercegovine
Bosna i Hercegovina dijeli se na 143 općina: 79 u Federaciji i 64 u Republici Srpskoj. Imaju općinsko vijeće, načelnika i odgovarajuće službe. Dijele se na mjesne zajednice.
Bosna i Hercegovina ima dvadeset i četiri službena grada: Banja Luka, Bihać, Bijeljina, Bosanska Gradiška, Cazin, Čapljina, Doboj, Goražde, Gračanica, Gradačac, Istočno Sarajevo, Livno, Ljubuški, Mostar, Prijedor, Sarajevo, Srebrenik, Široki Brijeg, Trebinje, Tuzla, Visoko, Zenica, Zvornik i Živinice.